# Philipp Furtwängler (Mathematiker)

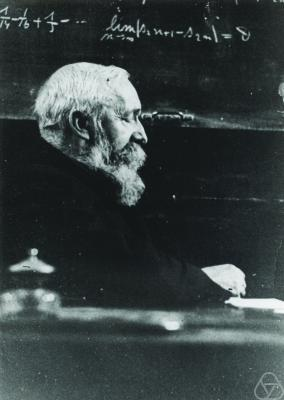
Philipp Furtwängler

Friedrich Pius Philipp Furtwängler (* 21. April 1869 in Elze; † 19. Mai 1940 in Wien) war ein deutscher Mathematiker, der vor allem auf dem Gebiet der Zahlentheorie tätig war.

## Leben
Philipp Furtwängler war ein Sohn des Orgelbauers Wilhelm Furtwängler (1829–1883) und Enkel des Orgelbauers Philipp Furtwängler.
Philipp Furtwängler studierte ab 1889 an der Universität Göttingen. Seine Doktorarbeit verfasste Furtwängler 1896 bei Felix Klein in Göttingen zur Theorie der in Linearfaktoren zerlegbaren ganzzahligen ternären kubischen Formen. 
1899 wurde er Assistent am Geodätischen Institut Potsdam. Hier führte er gravimetrische Messungen durch, die kurze Zeit später zur Festlegung des Potsdamer Schweresystems genutzt wurden. Ab 1904 war er Professor an der Landwirtschaftlichen Hochschule Poppelsdorf in Bonn, ab 1907 Professor für Mathematik an der Technischen Hochschule in Aachen und ab 1910 wiederum in Bonn.
Den längsten Teil seines akademischen Wirkens verbrachte er 1912 bis 1938 an der Universität Wien. Durch eine Krankheit wurde Furtwängler vom Hals abwärts gelähmt. Er musste in den Hörsaal getragen werden und hielt seine Vorlesungen ohne Manuskript vom Rollstuhl aus. Zu seinen zahlreichen Schülern gehörte Kurt Gödel, der Furtwänglers Vorlesungen später als die besten bezeichnete, die er je gehört hatte.
Besondere Bekanntheit erlangte Furtwängler durch seine Arbeit Beweis des Hauptidealsatzes für Klassenkörper algebraischer Zahlkörper, die er 1930 veröffentlichte. Er schrieb auch Kapitel über Mechanik von Pendeln und anderen Apparaten (1904) und über Kartographie (1909) in der Encyklopädie der mathematischen Wissenschaften.
1916 wurde er korrespondierendes, 1927 wirkliches Mitglied der Österreichischen Akademie der Wissenschaften, 1931 korrespondierendes Mitglied der Preußischen Akademie der Wissenschaften. Im Jahr 1939 wurde er zum Mitglied der Leopoldina gewählt.